# معبد مهابودهي

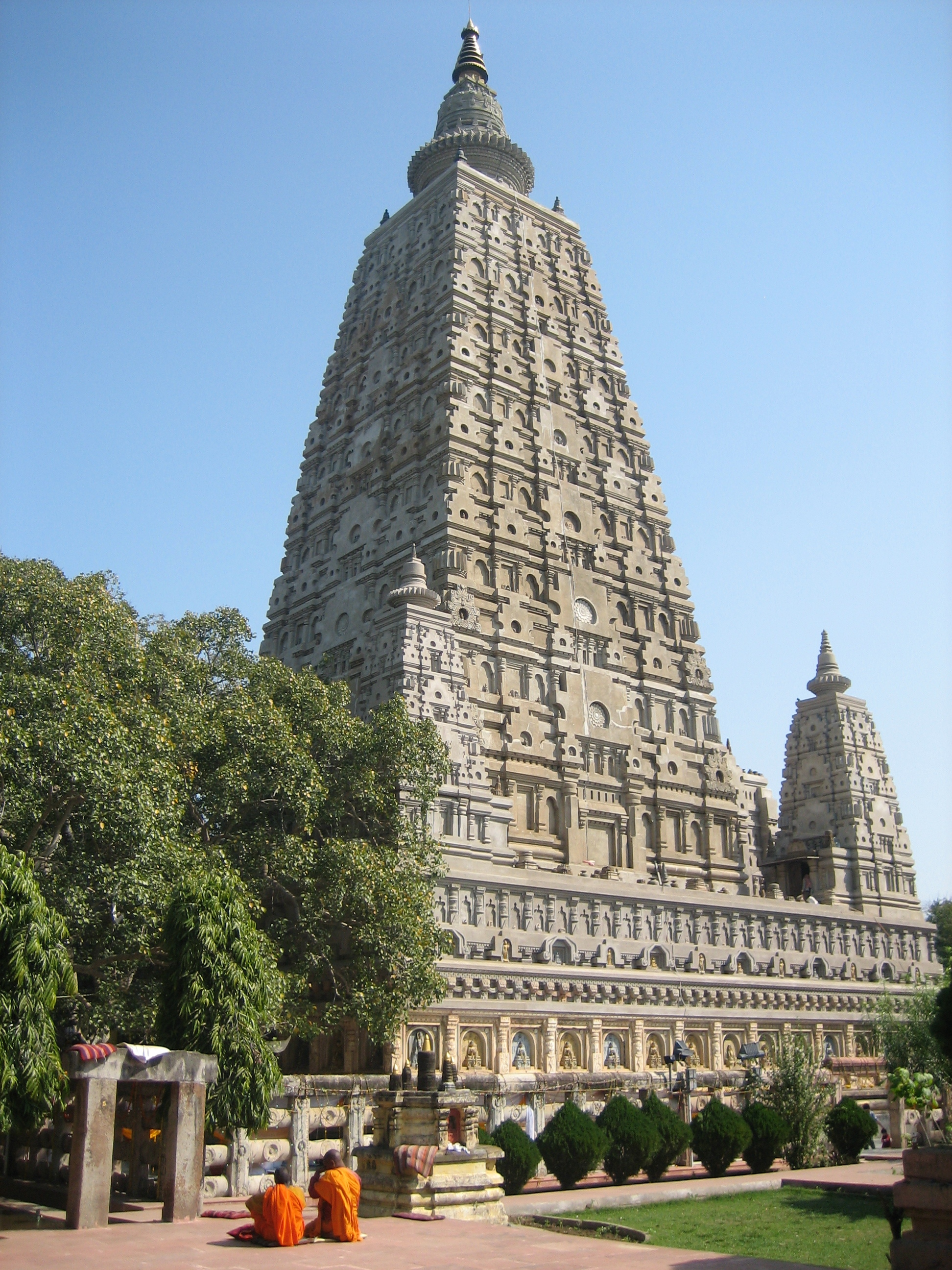
معبد مهابودهي

هو معبد بوذي في بود جايا. والمعنى الحرفي للمعبد هو معبد كبير الصحوة
في حوالي 250ق.م زار الإمبراطور أشوكا منطقه بود جايا وقد جاء وفيه نيته إنشاء أول دير للبوذيه.
وقد وضع أول حجر للهيكل . كما بنى له عرش من الألماس تسمى vajrasana وكان هدفه هو الإشراف على البناء وهو جالس على عرشه. ويعتبر أسوكا هو مؤسس معبد mahabodhi.
وكما يقال بأنه تعرض لهجمات من التدمير من قبل الصينين والعرب حيث كان الحروب معهم. ولكن أعيد بنائه
تعرض هذا المعبد للمصادره أبان الأستعمار الإنجليزي ولكن لم يدم طويلاً حتى عادت مره أخرى للحكومة الهندية.
تم بناء معبد mahabodhi من الطوب وهي واحده من أقدم الهياكل المبنيه من الطوب والباقية على قيد الحياة
يبلغ أرتفاعه 55 متر (180 قدم) و يحاط حوله سور من الحجر من جميع الجوانب وتبلغ أرتفاعه مترين.